# Valderrueda
Valderrueda est une commune d'Espagne dans la province de León, communauté autonome de Castille-et-León. Elle s'étend sur 160,78 km2 et comptait environ 923 habitants en 2015.